# Empoasca parvifacia
Empoasca parvifacia är en insektsart som beskrevs av Irena Dworakowska 1994. Empoasca parvifacia ingår i släktet Empoasca och familjen dvärgstritar. Inga underarter finns listade i Catalogue of Life.